# NGC 1264
NGC 1264 este o low-surface-brightness galaxy⁠(d) situată în constelația Perseu. A fost descoperită în 19 octombrie 1884 de către Guillaume Bigourdan⁠(d). Se află la o distanță de 44,69 de megaparseci de Pământ.